# Philippe Caffieri
Philippe Caffieri, född 1714, död 1774, var en fransk bronsgjutare, son till Jacques Caffieri.
Philippe Caffieri var tillsammans med fadern verksam vid de kungliga slottsbyggnaderna i Frankrike, men övertog vid dennes död ensam uppdraget. Han har även utfört betydande arbeten för Notre Dame i Paris, bland annat ett krucifix, men dessa förstördes under franska revolutionen. Liknande arbeten av honom är bevarade i katedralerna i Bayeux och Clermont-Ferrand. Caffieri arbetade större delen av sitt liv i den franska rokokon, men mot slutet kan man även se spår av klassicism i hans arbeten.